# Веерные пальмы

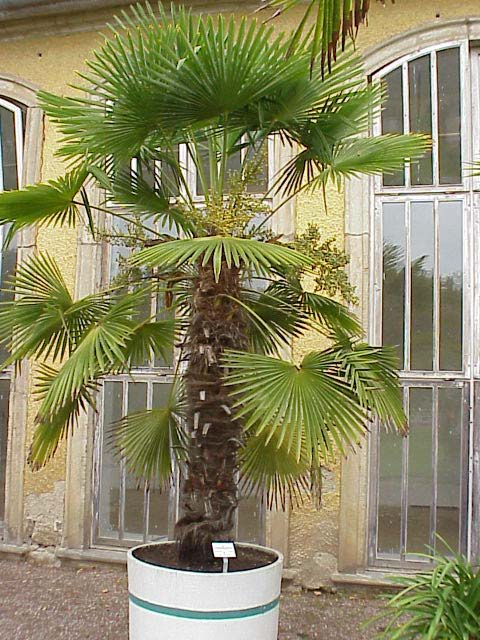
Trachycarpus fortunei

Веерные пальмы — это общее название различных видов пальм, чьи веерообразные, полукруглые листья рассечены на многочисленные листочки, являющимися сегментами одной пластины (одного большого листа). Все сегменты отходят из центра и расходятся лучами, словно являются радиусами одного большого округлого веера. Однодольное растение. Параллельное жилкование листьев. 
Следующие роды пальм являются веерными:
- Bismarckia
- Borassus
- Coccothrinax
- Copernicia
- Hyphaene
- Licuala
- Pritchardia
- Rhapidophyllum
- Rhapis
- Sabal
- Thrinax
- Trachycarpus
- Trithrinax